# 电磁兼容性
电磁兼容性或电磁兼容（英語：electromagnetic compatibility，缩写为 ）是在电学中研究意外电磁能量的产生、传播和接收，以及这种能量所引起的有害影响。电磁兼容的目标是在相同环境下，涉及电磁现象的不同设备都能够正常运转，而且不對此環境中的任何設備產生難以忍受的電磁干擾之能力。

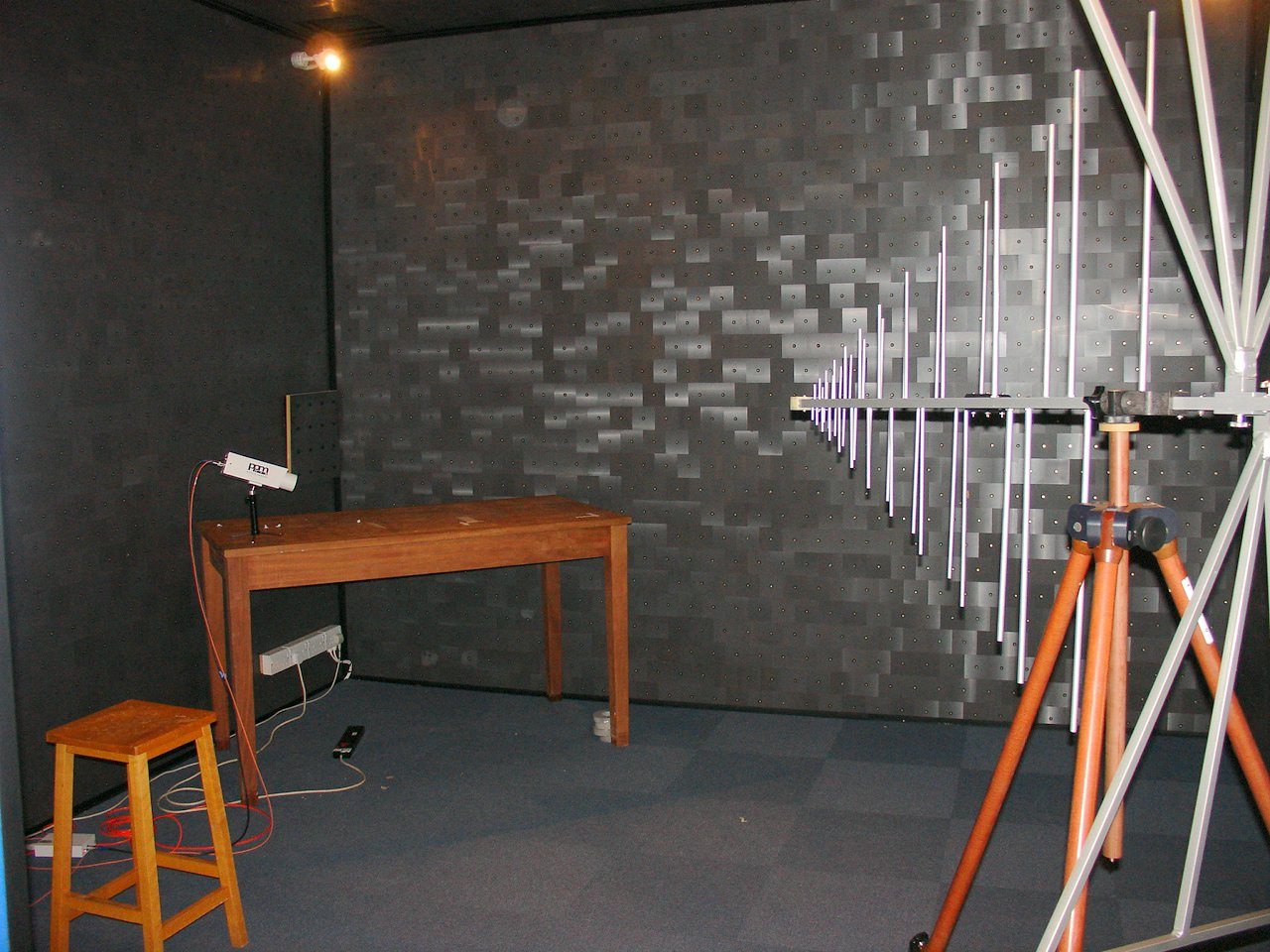
电磁兼容性實驗室

为了取得以上目标，电磁兼容主要包含以下議题：发射，即减少意外电磁能量的产生和抑制这种能量向外传播；易感性，即在电磁干扰存在的情况下如何讓电子和电气设备正常运转。因此電磁相容涵蓋電磁干擾（electromagnetic interference, EMI）和電磁耐受性（electromagnetic susceptibility, EMS）；電磁干擾為電磁場伴隨著電壓、電流的作用而產生，電磁耐受性為產品在使用過程中不受周遭電磁環境影響的能力。
当研究导向结构（如电线、电缆、印刷电路板线路）的电磁干扰传播问题时，需要考虑传导发射和其易感性问题；而研究开放空间电磁干扰的传播问题时，则需要考虑辐射发射和其易感性问题。

## 历史
过去在军事领域之外，对于电磁兼容性的研究并不严谨，而且大多数设备制造商并不关心电磁兼容性问题。但随着使用更低信号电压的现代数字设备的时钟频率迅速增高，电磁兼容性问题变得越来越重要。许多国家意识到这个问题，并对相关设备制造商颁布了政令，要求只有满足基本条件的设备才能够销售。
各国的相应的组织机构开始制定标准并维护政府指令，其中较为知名的国家组织有：美国的FCC、欧洲的CEN、CENELEC和ETSI及英国的BSI。还有众多国际组织致力于“推进各项标准化问题的国际合作”，当然也包含电磁兼容性标准。
其中最重要国际组织是国际电工委员会（International Electrotechnical Commission，IEC），它拥有多个电磁兼容性问题的全职分会。在IEC中协调这些分会的是ACEC，电磁兼容性问题的顾问委员会。

## 干擾的形成

### 干擾源與受干擾源
- 無論何種情況下電磁相容的問題出現總是存在兩個互補的方面：
- 一個是干擾發射源和一個為此干擾敏感的受干擾設備。
- 如果一個干擾源與受干擾設備都處在同一設備中稱為系統內部的EMC情況。
- 不同設備間所產生的干擾狀況稱為系統間的EMC 情況。
- 大多數的設備中都有類似天線的特性的零件如電纜線、電路板佈線、內部配線、機械結構等這些零件透過電路相耦合的電場、磁場或電磁場而將能量轉移。
- 實際情況下,設備間和設備內部的耦合受到了屏蔽與絕緣材料的限制,而絕緣材料的吸收與導體相比的影響是微不足道的。
- 電纜線對電纜線的耦合既可以是電容性,也可以是電感性,並且取決於方位、長度及接近程度的影響。

### 公共阻抗的耦合
- 公共阻抗耦合線路是干擾源與受干擾設備共用電路阻抗所引起的。
- 公共導線也因兩個電流環之間的互感而引起或因兩個電壓節點之間的互容耦合而引起。
- 對於傳導性的公共阻抗耦合的解決是將連接線分離使系統各自獨立避免形成公共阻抗。

### 發射
- 來自電路板的發射：在大多數設備中主要的電流源是流入電路板上的電路中，這些能量藉由電路所形成的天線而將干擾輻射出去。
- 來自電纜線的輻射：干擾電流以共模形式產生於在電路板和設備內部其他位置形成的對地雜訊並沿著導體或者屏蔽電纜的屏蔽層流動。
- 傳導發射：干擾也可能從其他電纜以感性或容性方式偶合到電纜線上。
- 產生的干擾可能以差模在（火線與中線或在信號線之間）或共模（在火線、中線、信號線與接地間）或者以二者的混合形式出現。
- 對於電源部埠需要測量每一個相線/中線與在電源電纜遠端地之間的電壓。
- 差模發射通常與來自電源的低頻開關雜訊聯繫在一起。
- 共模發射則是由於更高頻率的開關元件、內部電路源或電纜的內部偶合引起的。
- 電路的分佈電容分佈廣泛。若沒有屏蔽物體的話，取決於與其他物體接近的程度。由於周圍環境有較高的電容,部分屏蔽的機殼實際上會使耦合更加嚴重惡化。

## EMC 對策
由於微電腦的依存度正不斷提高，設備的大量使用，使我們的電磁環境複雜化，因此外來的干擾如脈衝雜訊、放射電磁場、靜電、雷擊、電壓變動等，所引發的誤動作產生當機甚至破壞的情形，如無線電的通訊、雷達、大哥大、電視遊樂器⋯⋯等，往往干擾到電視，甚至於造成醫療器材使用中的誤動作，影響到飛航的安全。
國際上對於電子、電器、工業設備產品的抗擾性測試日漸重視，且趨向整合以IEC國際規格為測試標準，歐
洲共同體率先制定EMC防治法規，於1996年起全面實施抗擾測試。

### 電源方面
- 三相入力電源在NFB（無熔絲斷路器）與變壓器間裝雜訊濾波器，此濾波器的輸入線愈短愈好。
- 電源及大電流導線緊貼電氣箱之底部，並沿著邊角佈線。
- 開關式電源供應器加裝隔離罩以防輻射性發射干擾，濾波器選用器選用π型或T 型可抑制寬波段雜訊，陶鐵磁體材質可抑制射頻雜訊。
- 電源線兩端考慮採隔離接地，以免接地回路形成共同阻抗耦合而將雜訊耦合至信號線。
- 電源線與信號線儘量採用隔離或分開配線。
- 電源變壓器應加遮蔽，外殼須接地良好。
- 單相AC 控制線建議採用絞線。
- 直流導線建議使用絞線來配線。
- 避免將電源與信號線接至同一接頭。

### 信號埠連接線方面
- 信號輸入線與輸出線應避免排在一起造成串擾干擾。
- 信號輸出入線應避免跨過積體電路板或敏感區域以避免干擾。
- 連接端口線如有剩餘不用之線,需單端接地以避免形成感應回路。
- 信號線考慮採用絞合/絞線（Twist）,確保有穩定的參考層與線阻抗。
- 不同工作頻率或類比/數位等差異別的信號線避免混雜接在一個連接頭上，宜按類別分類並加地線隔離。
- 輸入信號線與輸出線儘量避免同在一個接頭上，如不能避免時應將輸入與輸出信號錯開。
- 敏感性較高之低準位信號線，除採用絞線外可加隔離遮蔽。

### 模拟信號方面
- 高頻的類比信號及脈波信號線建議採用隔離線。
- 高頻類比信號線採用同軸式隔離線，低頻之類比信號線採用絞線，必要時可外加隔離遮蔽，絕不可使用同軸隔離線。
- 連接頭安裝位置須清潔處理，接頭及金屬面的接觸電阻須小於2.5m歐姆。
- 類比電路干擾以波形失真為主，抑制方法主要在濾波器選用的特性，例如；頻寬、頻率響應值。
- 類比信號線與數位排線必須相互垂直。

### 數位信號
- 避免使用未隔離遮蔽的導線來傳送數位信號，宜使用多股絞線外加隔離線。
- 數位電路干擾以外在磁場干擾為主，應加隔離措施。
- 數位電路易受高能電場干擾，須使用隔離線隔離，以能防止1∼10MHz頻段之高能電場200V/m干擾為最佳遮蔽選擇。
- 數位電路以抑制鄰近電路脈波與尖波干擾為主。
- 數位電路傳送避免使用過長且未加隔離之導線。

### 電路設計方面
- 具干擾性的回路，如時脈、驅動器、交換式電源切換、振盪器式控制信號，應加隔離遮蔽。
- 電路設計儘可能選用低雜訊零組件，且須考慮雜訊變化與環境溫度變化之關係。
- 陶鐵磁體鐵芯適用於高頻濾波，但須注意經由此線圈負載功率損耗。
- 穩壓器須考慮抑制線路間共通阻抗耦合問題。
- 振盪器本身輸出越小越好，如須要較大輸出，宜由放大器放大。
- 功率放大應予隔離以防止輻射性發射。
- 電解質電容器適於清除高漣波及暫態電壓變化。
- 動力線的干擾有低壓（或瞬間斷電）超壓及突波，這些干擾通常來自於電力開關的動作、重負載的開與關之瞬間、功率半導體動作、保險絲燒斷時、雷電感應...等。
- 須考慮下述項目來抑制：
  1. 使用電源濾波器。
  2. 適當的電力分配。
  3. 受干擾的裝置改用另一電路。
  4. 將電子零件及濾波器適當的包裝。
  5. 使用隔離變壓器。
  6. 裝置壓敏電阻。
- 交流電磁接觸器線圈、電磁閥，皆須聯結火花消除器。
- 電磁開關之熱電驛輸出側須聯結三相火花消除器。
- 直流繼電器線圈聯結二極體，以供反相電壓保護。
- 火花消除器距離負載側愈近愈好。
- 把突波吸收器裝於電路開關和雜訊濾波器之間，線與線間，線與接地之間，將能有效吸收突波。

### 配電箱設計
- 配電箱採用金屬製，如焊接技術沒有問題（不會變形），採用接縫全焊方式，假使無法全焊接合面的空隙儘可能縮小。假使配電箱是用螺絲組立方式，須把接觸的面漆刮掉，以便取得較佳的導電性。
- 配電箱難免會開孔來做電纜線的出入口，電波會通過這些孔就無法通過測試，因此開孔應儘可能的縮小，沒有使用到的孔須用金屬做的蓋子蓋起來，金屬與金屬的接觸面漆須刮掉，且須用工業環境用的導電墊片。
- 配電箱的門在關閉時，和配電箱本體的接觸面，須用工業環境用的導電墊片，使其緊密的接觸，如基於成本的考慮可用分佈緊湊的間距採用固定式的螺絲鎖緊。
- 配電箱門須留接地用的端點，接地面必須防漆。